# Фіцроя
Фіцроя (Fitzroya cupressoides) — єдиний представник роду фіцроя, ареал якого включає лише невеликий район південної Чилі та незначні прилеглі ділянки на території Аргентини. Викопний вид був знайдений в олігоценових відкладеннях Тасманії; таким чином, фіцроя приєднує більшість інших родів Південних хвойних, показуючи приналежність до Гондвани.

## Систематика, етимологія
Італійський ботанік Хуан Ігнасіо Моліна описав цей вид у 1782 році з ім'ям Pinus cupressoides. Американський ботанік Айвен Мюррей Джонстон виділив цей вид в окремий рід під назвою Fitzroya cupressoides; його перший опис було опубліковано в 1924 році. Рід був названий на честь капітана Фіц-Роя з HMS Beagle, компаньйона Чарльза Дарвіна. Роберт Фіцрой у 1834 році повідомив, що бачив дерева зі стовбурами товщиною 3 м.

## Поширення, екологія
Країни зростання: Аргентина (Чубут, Неукен, Ріо-Негро); Чилі (Лос-Лагос). В Аргентині, рослина росте на гірських схилах і берегах озер, на висотах від 300 до 900 метрів. Літні середні температури 13–16 °C. Зимові середні температури 2–4°С. Область отримує 2000–4000 мм річних опадів. У Чилі температура може бути трохи вище, рослина росте на більш низьких висотах, і опади, досягають 6000 мм.

## Морфологія
Вічнозелене, дводомне дерево до 45 м у висоту і 300 см діаметра. Росте дуже повільно. Молоді дерева мають конічну крону; з віком крона стає більш пухнаста. Основні гілки спрямовані щільно вгору, а гілочки повислі. Кора червонувата, борозенчаста, лущиться на стрічки. Листя лускоподібне, темно-синьо-зелене, росте по 3, довжиною 3.5 мм, з 2 білими смугами знизу. Жіночі шишки ростуть в конусоподібних суцвіттях, які складається з 9 лусок які ростуть по 3; найнижчий виток лусок малий та стерильний; середній виток більший і стерильний або з одною 2-крилою насіниною в кожній лусці; верхній виток родючий, кожна луска має 2–6 дво-або три-крилі насінини. Шишки кулясті, 6–8 мм в діаметрі, дозрівають в перший рік. Насіння 2–3 мм завдовжки, дозріває через 6–8 місяців після запилення. Сім'ядолі 2. n=11. Найстаріший F. cupressoides має вік більше 3600 років.

## Використання
Незважаючи на національній та міжнародний правовий захист, зокрема, в Чилі деревина продовжує експлуатуватися. Вирубка живих дерев заборонена.

## Загрози та охорона
Протягом більше трьох сторіч рослина постраждала від надмірної експлуатації у зв'язку з високоцінною деревиною; перетворення лісів на пасовища значно скоротили ареал. В Аргентині 60 % з субпопуляцій показує ознаки антропогенних порушень, пов'язаних з розведенням великої рогатої худоби.